# Myrtéa
Myrtéa är en ort i Grekland.   Den ligger i prefekturen Nomós Ileías och regionen Västra Grekland, i den södra delen av landet, 210 km väster om huvudstaden Aten. Myrtéa ligger 50 meter över havet och antalet invånare är 919.
Terrängen runt Myrtéa är huvudsakligen platt, men åt nordost är den kuperad. Havet är nära Myrtéa åt sydväst. Runt Myrtéa är det ganska tätbefolkat, med 185 invånare per kvadratkilometer. Närmaste större samhälle är Pýrgos, 9,2 km sydost om Myrtéa. Trakten runt Myrtéa består till största delen av jordbruksmark.